# Station Saint-Pierre d'Albigny
Station Saint-Pierre-d'Albigny is een spoorwegstation in de Franse gemeente Saint-Pierre-d'Albigny en ligt op een hoogte van 294 meter. Het station ligt op kilometerpunt 162.381 van de spoorlijn Culoz – Modane en vormt het beginpunt van de zogeheten "Ligne de la Tarentaise" spoorlijn naar Bourg-Saint-Maurice.

## Foto's

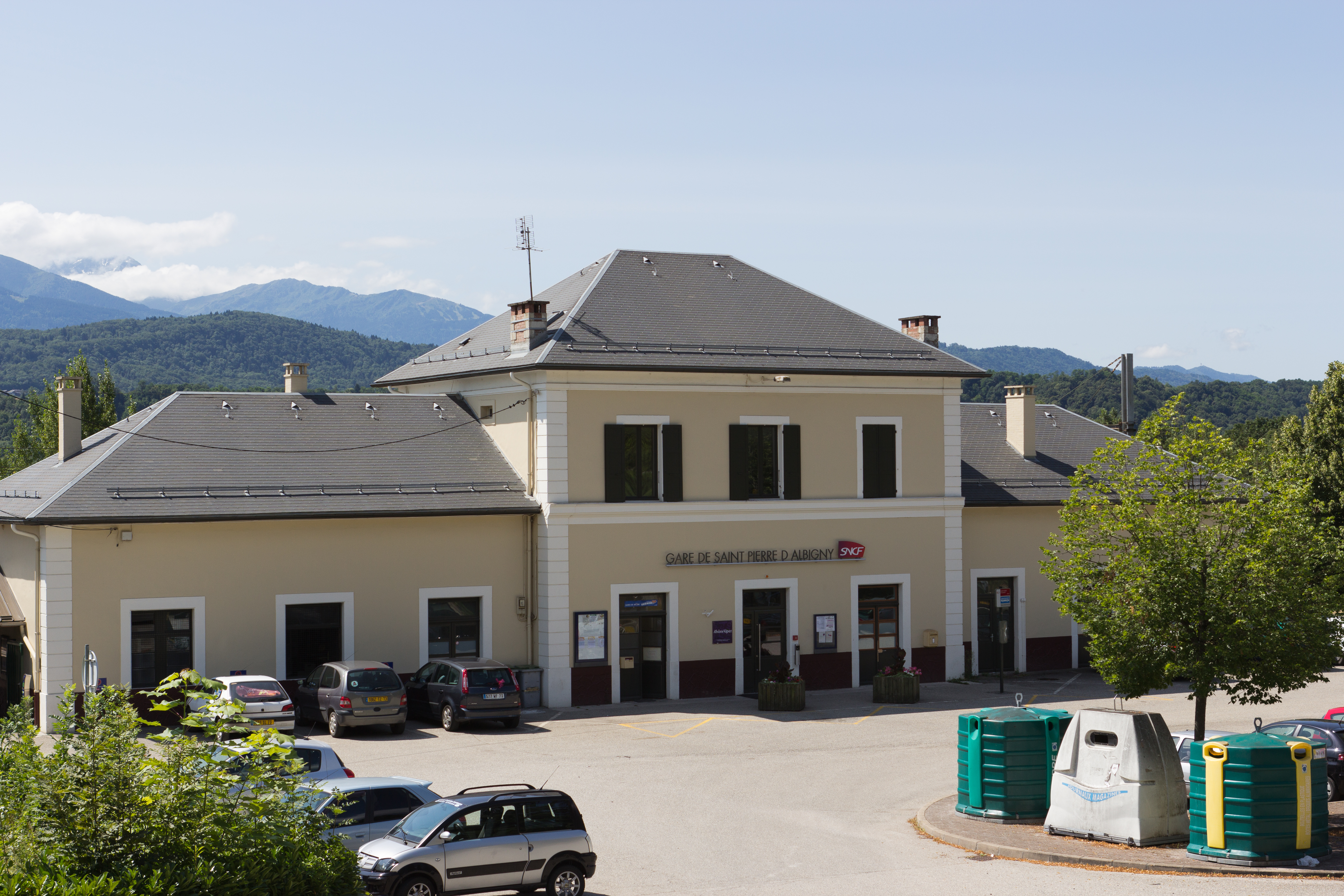

## Treindienst
| Richting                                                             | Vorige stop | Trein | Trein                    | Trein | Volgende stop   | Richting                                                    |
| -------------------------------------------------------------------- | ----------- | ----- | ------------------------ | ----- | --------------- | ----------------------------------------------------------- |
| Lyon-Part-Dieu of Chambéry Challes-les-Eaux                          | Montmélian  |       | TER Auvergne-Rhône-Alpes |       | Chamousset      | Modane                                                      |
| Lyon-Part-Dieu, Aix-les-Bains-Le Revard of Chambéry Challes-les-Eaux | Montmélian  |       | TER Auvergne-Rhône-Alpes |       | Grésy-sur-Isère | Moûtiers - Salins - Brides-les-Bains of Bourg-Saint-Maurice |